# Sorel (Somme)
Pour les articles homonymes, voir Sorel.
Sorel est une commune française située dans le département de la Somme, en région Hauts-de-France.

## Géographie

### Description

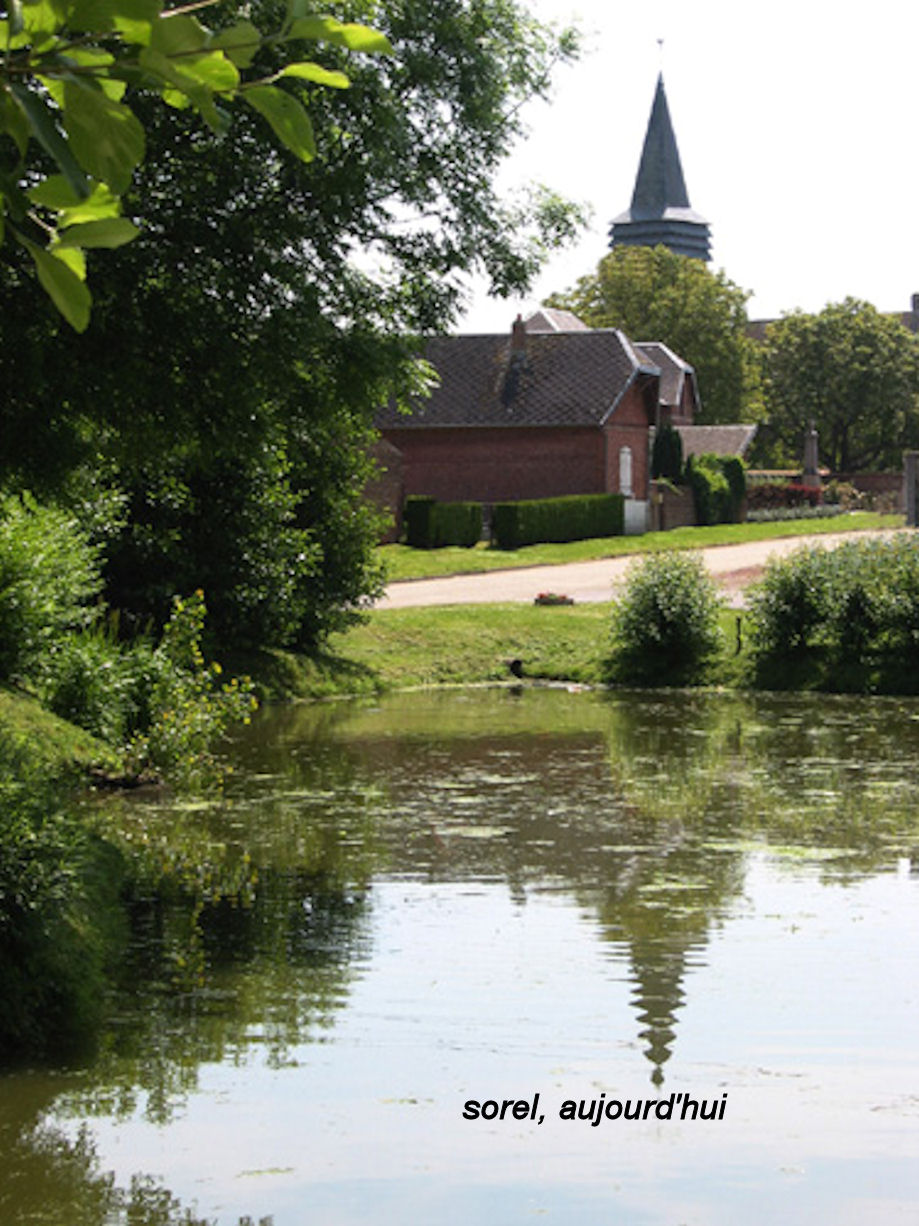
Ambiance du village : Reflet de l'église dans la mare.

Sorel est un village rural picard de la Somme, limitrophe du Pas-de-Calais situé à 29 km à l'est d'Albert, 35 km au sud-est d'Arras, 21 km au sud-ouest de Cambrai et 27 km au nord-ouest de Saint-Quentin.
Situé par la route à une quinzaine de kilomètres au nord-est de Péronne, l'ouest du territoire communal est traversé par l'ancienne route nationale 17 (actuelle RD 917).
En 2019, la localité est desservie par la ligne d'autocars no 48 (Épehy - Villers-Faucon - Péronne) du réseau interurbain Trans'80 Hauts-de-France.

### Hydrographie

#### Réseau hydrographique
La commune est située dans le bassin Artois-Picardie. Elle est drainée par le ruisseau la Tortille.

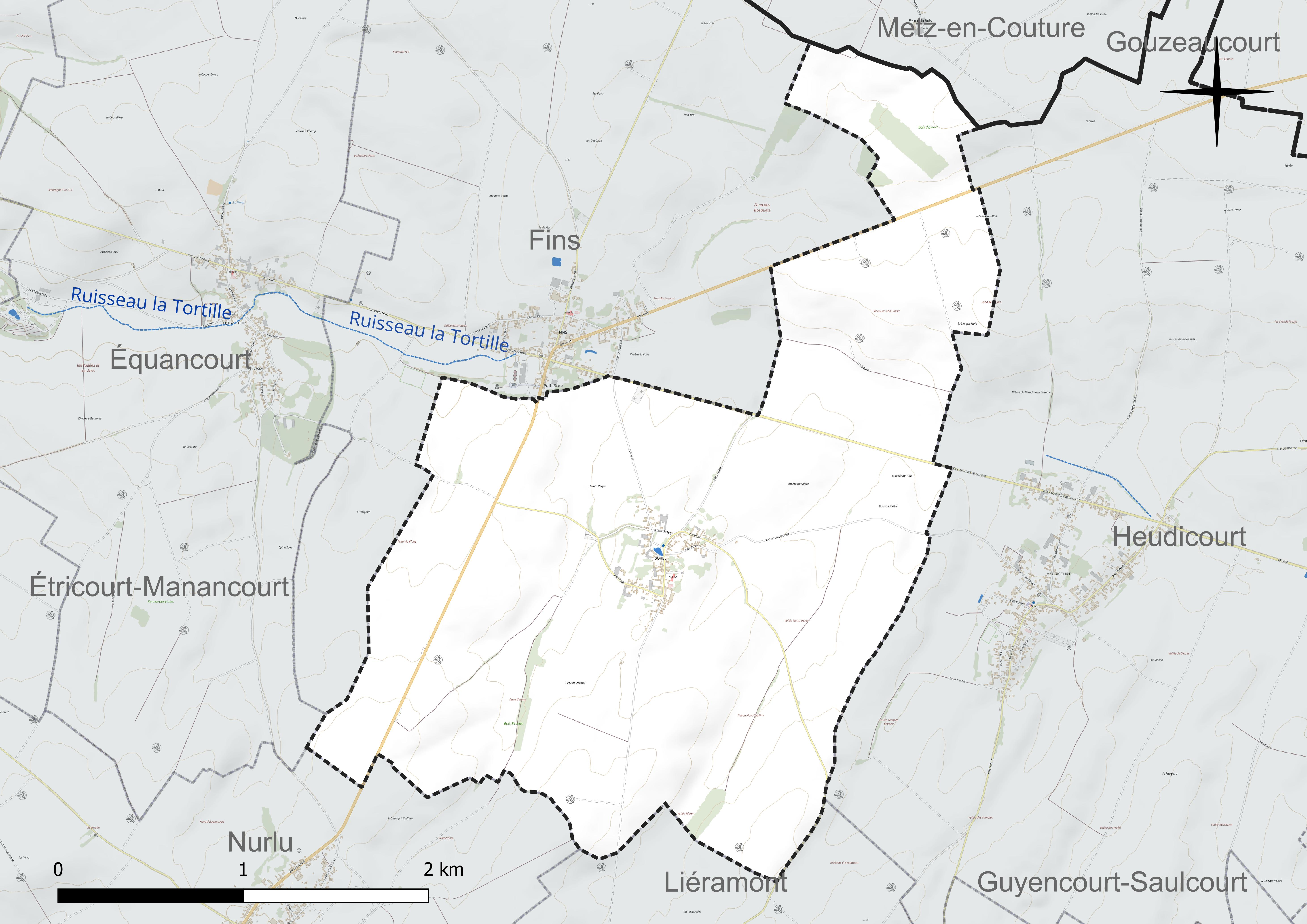
Réseau hydrographique de Sorel.

#### Gestion et qualité des eaux
Le territoire communal est couvert par le schéma d'aménagement et de gestion des eaux (SAGE) « Haute Somme ». Ce document de planification concerne un territoire de 1 798 km2 de superficie, délimité par le bassin versant de la Haute Somme est constitué d'un réseau hydrographique complexe de cours d'eau, de marais, d'étangs et de canaux. Le périmètre a été arrêté le 21 avril 2006 et le SAGE proprement dit a été approuvé le 15 juin 2017. La structure porteuse de l'élaboration et de la mise en œuvre est le syndicat mixte d'aménagement hydraulique du bassin versant de la Somme (AMEVA).
La qualité des cours d'eau peut être consultée sur un site dédié géré par les agences de l'eau et l'Agence française pour la biodiversité.

### Climat
Pour des articles plus généraux, voir Climat des Hauts-de-France et Climat de la Somme.
En 2010, le climat de la commune est de type climat océanique dégradé des plaines du Centre et du Nord, selon une étude du CNRS s'appuyant sur une série de données couvrant la période 1971-2000. En 2020, Météo-France publie une typologie des climats de la France métropolitaine dans laquelle la commune est exposée à un climat océanique et est dans la région climatique Nord-est du bassin Parisien, caractérisée par un ensoleillement médiocre, une pluviométrie moyenne régulièrement répartie au cours de l'année et un hiver froid (3 °C).
Pour la période 1971-2000, la température annuelle moyenne est de 10 °C, avec une amplitude thermique annuelle de 14,8 °C. Le cumul annuel moyen de précipitations est de 724 mm, avec 11,5 jours de précipitations en janvier et 9,3 jours en juillet. Pour la période 1991-2020, la température moyenne annuelle observée sur la station météorologique la plus proche, située sur la commune d'Épehy à 6 km à vol d'oiseau, est de 10,6 °C et le cumul annuel moyen de précipitations est de 752,8 mm,. Pour l'avenir, les paramètres climatiques de la commune estimés pour 2050 selon différents scénarios d'émission de gaz à effet de serre sont consultables sur un site dédié publié par Météo-France en novembre 2022.

## Urbanisme

### Typologie
Au 1er janvier 2024, Sorel est catégorisée commune rurale à habitat dispersé, selon la nouvelle grille communale de densité à sept niveaux définie par l'Insee en 2022.
Elle est située hors unité urbaine et hors attraction des villes,.

### Occupation des sols
L'occupation des sols de la commune, telle qu'elle ressort de la base de données européenne d'occupation biophysique des sols Corine Land Cover (CLC), est marquée par l'importance des territoires agricoles (95,8 % en 2018), une proportion identique à celle de 1990 (95,8 %). La répartition détaillée en 2018 est la suivante : 
terres arables (95,8 %), zones urbanisées (4,2 %). L'évolution de l'occupation des sols de la commune et de ses infrastructures peut être observée sur les différentes représentations cartographiques du territoire : la carte de Cassini (XVIIIe siècle), la carte d'état-major (1820-1866) et les cartes ou photos aériennes de l'IGN pour la période actuelle (1950 à aujourd'hui).

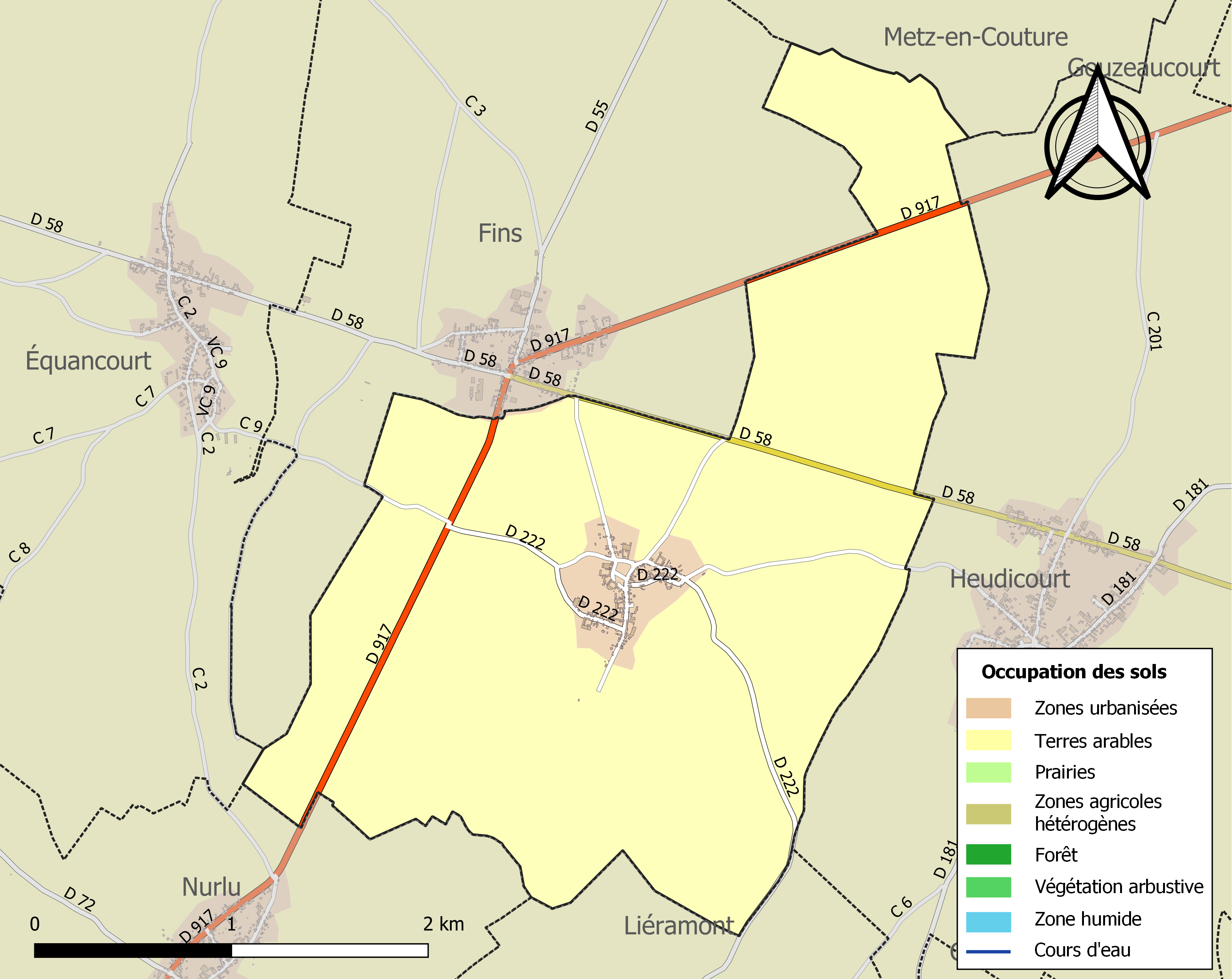
Carte des infrastructures et de l'occupation des sols de la commune en 2018 (CLC).

### Habitat et logement
En 2018, le nombre total de logements dans la commune était de 88, alors qu'il était de 86 en 2013 et de 89 en 2008.
Parmi ces logements, 79,6 % étaient des résidences principales, 6,8 % des résidences secondaires et 13,6 % des logements vacants. Ces logements étaient pour 100 % d'entre eux des maisons individuelles et pour 0 % des appartements.
Le tableau ci-dessous présente la typologie des logements à Sorel en 2018 en comparaison avec celle de la Somme et de la France entière. Une caractéristique marquante du parc de logements est ainsi une proportion de résidences secondaires et logements occasionnels (6,8 %) inférieure à celle du département (8,3 %) mais supérieure à celle de la France entière (9,7 %). Concernant le statut d'occupation de ces logements, 78,6 % des habitants de la commune sont propriétaires de leur logement (74,3 % en 2013), contre 60,3 % pour la Somme et 57,5 pour la France entière.
| Typologie                                               | Sorel | Somme | France entière |
| ------------------------------------------------------- | ----- | ----- | -------------- |
| Résidences principales (en %)                           | 79,6  | 83,3  | 82,1           |
| Résidences secondaires et logements occasionnels (en %) | 6,8   | 8,3   | 9,7            |
| Logements vacants (en %)                                | 13,6  | 8,4   | 8,2            |

## Toponymie
Le nom de la localité est attesté sous les formes Sorel (1170) ; Sorellum versus Peronam (1267) ; Sorrel (1562) ; Sorez (1579).
Le nom de la localité serait issu de l'adjectif de la langue d'oïl sorel (sol), « (sol) roux, fauve ».

## Histoire
Les Sohier de Vermand, possesseurs de vastes domaines, ont construit à Sorel une forteresse assez imposante mentionnée dans le dénombrement de 1214. Des habitations se sont élevées à l'abri de ce château fort et un noble chevalier à qui la garde fut confiée a donné naissance aux seigneurs du domaine. L'importante chapelle du château était desservie par des chanoines de l'abbaye de Revelon.
Les seigneurs de Sorel avaient fondé une maladrerie ou hôpital pour y soigner les malades ; l'hôpital est tombé en ruine vers 1550.
En 1748, la seigneurie est érigée en comté.
Le village est desservi de 1880 à 1955 par une gare, commune à Fins et Sorel, située au sud de Fins, après la dernière maison sur la route de Nurlu, sur le Chemin de fer de Vélu-Bertincourt à Saint-Quentin qui facilitait les déplacements des personnes et le transport des marchandises..

Sorel au tout début du XXe siècle
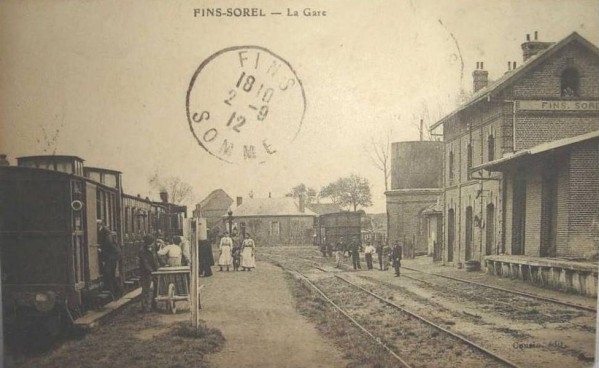
L'ancienne gare.

Le village est considéré comme détruit à la fin de la guerre. Il est décoré de la Croix de guerre 1914-1918, le 27 octobre 1920.
Le village est reconstruit durant les années 1920  sous la direction de l'architecte Louis Faille, originaire de Nurlu, à la suite des dévastations de la Première Guerre mondiale. Il y réalise notamment la mairie-école ainsi que l'église (1932).

## Politique et administration

### Rattachements administratifs et électoraux

#### Rattachements administratifs
La commune se trouve dans l'arrondissement de Péronne du département de la Somme.
Elle faisait partie depuis 1802 du canton de Roisel. Dans le cadre du redécoupage cantonal de 2014 en France, cette circonscription administrative territoriale a disparu, et le canton n'est plus qu'une circonscription électorale.

#### Rattachements électoraux
Pour les élections départementales, la commune fait partie depuis 2014 du canton de Péronne
Pour l'élection des députés, elle fait partie de la cinquième circonscription de la Somme.

### Intercommunalité
Sorel était membre de la communauté de communes du canton de Roisel, un établissement public de coopération intercommunale (EPCI) à fiscalité propre créé fin 1994 et auquel la commune avait transféré un certain nombre de ses compétences, dans les conditions déterminées par le code général des collectivités territoriales.
Cette intercommunalité a fusionné le 31 décembre 2012 au sein de la communauté de communes de la Haute Somme, dont est désormais membre la commune.

### Liste des maires
| Période                                  | Période                       | Identité        | Étiquette | Qualité                         |
| ---------------------------------------- | ----------------------------- | --------------- | --------- | ------------------------------- |
| Les données manquantes sont à compléter. |                               |                 |           |                                 |
| 1959                                     | 1995                          | Albert Bonniére |           |                                 |
| mars 1995                                | 2014                          | Bernard Dazin   |           |                                 |
| 2014                                     | En cours (au 2 décembre 2021) | Jacques Decaux  |           | Réélu pour le mandat 2020-2026, |

### Distinctions et labels
La commune a obtenu en 2019 une fleur au concours des villes et villages fleuris, renouvelée en 2021
En 2022, une  deuxième fleur confirme la qualité des efforts consentis.

## Démographie
L'évolution du nombre d'habitants est connue à travers les recensements de la population effectués dans la commune depuis 1793. Pour les communes de moins de 10 000 habitants, une enquête de recensement portant sur toute la population est réalisée tous les cinq ans, les populations de référence des années intermédiaires étant quant à elles estimées par interpolation ou extrapolation. Pour la commune, le premier recensement exhaustif entrant dans le cadre du nouveau dispositif a été réalisé en 2005.

En 2022, la commune comptait 162 habitants, en évolution de −0,61 % par rapport à 2016 (Somme : −1,26 %, France hors Mayotte : +2,11 %).
| 1793 | 1800 | 1806 | 1821 | 1831 | 1836 | 1841 | 1846 | 1851 |
| ---- | ---- | ---- | ---- | ---- | ---- | ---- | ---- | ---- |
| 552  | 604  | 613  | 620  | 684  | 750  | 758  | 773  | 754  |

| 1856 | 1861 | 1866 | 1872 | 1876 | 1881 | 1886 | 1891 | 1896 |
| ---- | ---- | ---- | ---- | ---- | ---- | ---- | ---- | ---- |
| 748  | 750  | 713  | 724  | 691  | 630  | 594  | 530  | 512  |

| 1901 | 1906 | 1911 | 1921 | 1926 | 1931 | 1936 | 1946 | 1954 |
| ---- | ---- | ---- | ---- | ---- | ---- | ---- | ---- | ---- |
| 509  | 485  | 473  | 245  | 268  | 261  | 270  | 226  | 224  |

| 1962 | 1968 | 1975 | 1982 | 1990 | 1999 | 2005 | 2006 | 2010 |
| ---- | ---- | ---- | ---- | ---- | ---- | ---- | ---- | ---- |
| 236  | 223  | 197  | 184  | 187  | 163  | 163  | 163  | 173  |

| 2015 | 2020 | 2022 | - | - | - | - | - | - |
| ---- | ---- | ---- | - | - | - | - | - | - |
| 164  | 161  | 162  | - | - | - | - | - | - |

## Économie
- Parc éolien du Douiche. Lors de son inauguration en 2019, c'est le plus puissant de la Somme, avec 20 éoliennes ayant une puissance totale de 60 MWatts[27].

## Culture locale et patrimoine

### Lieux et monuments
- Le cimetière militaire situé près de Fins comporte les tombes de 1 463 soldats britanniques et allemands tombés lors de combats de 1917 et 1918.

- L'église Saint-Gervais, reconstruite en 1932 par Louis Faille, sur les ruines de l'église détruite en 1917. Ses vitraux sont l'œuvre de Louis Barillet.
- Près de l'église, la chapelle Notre-Dame-de-Liesse-et-de-Sainte-Apolline a été construite en 1904[28].

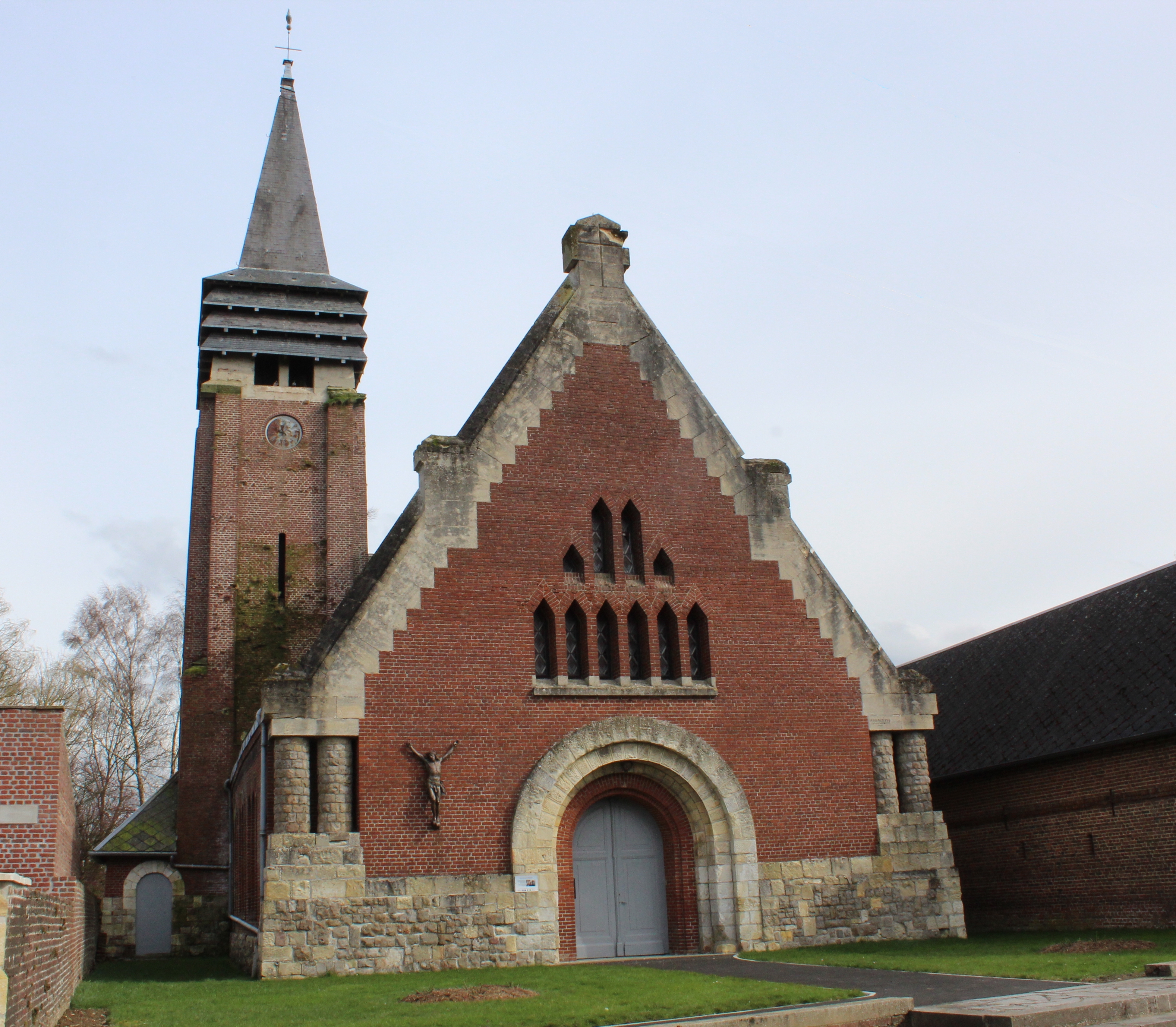
L'église Saint-Gervais.
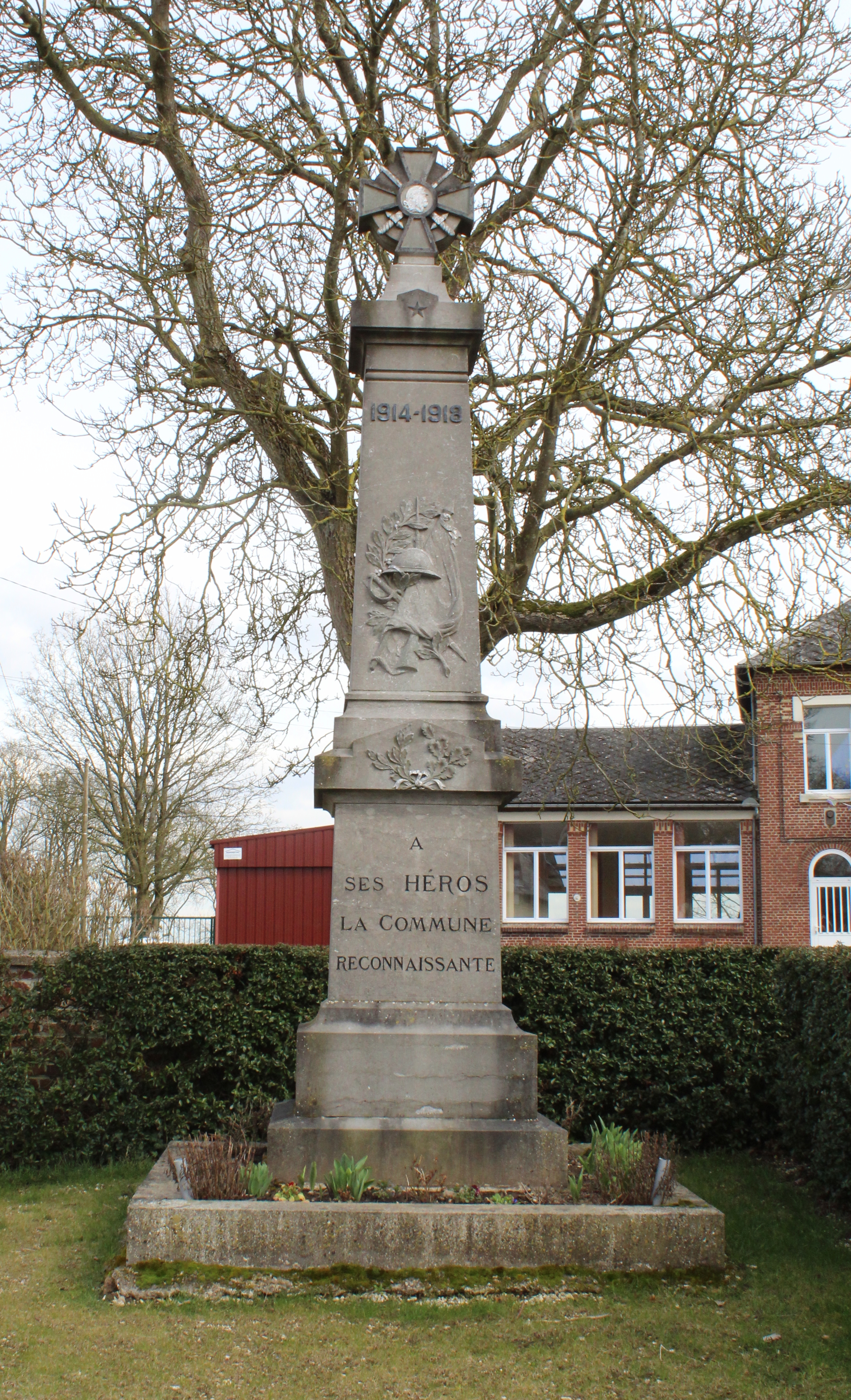
Le Monument aux Morts.
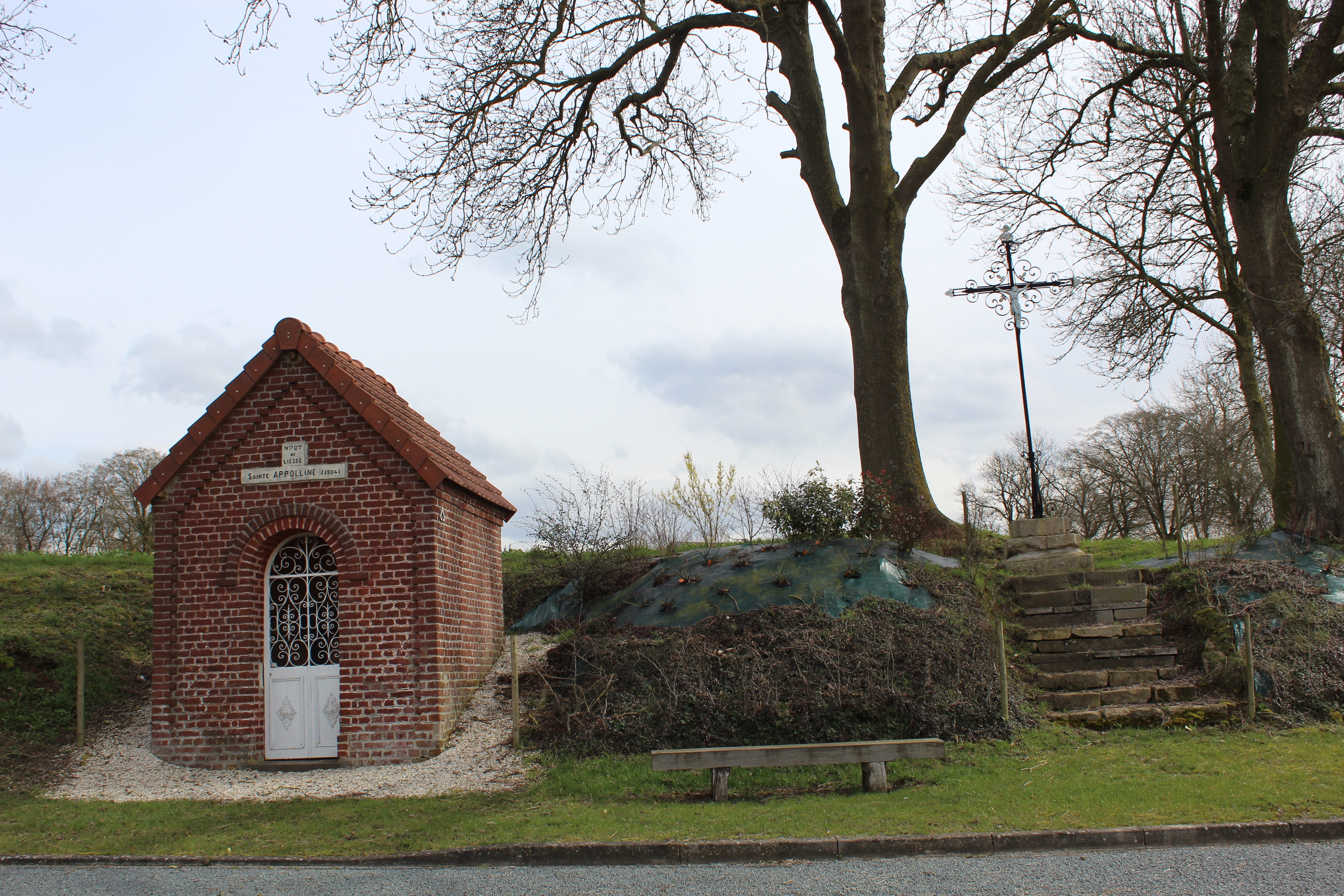
La chapelle Sainte-Apolline.
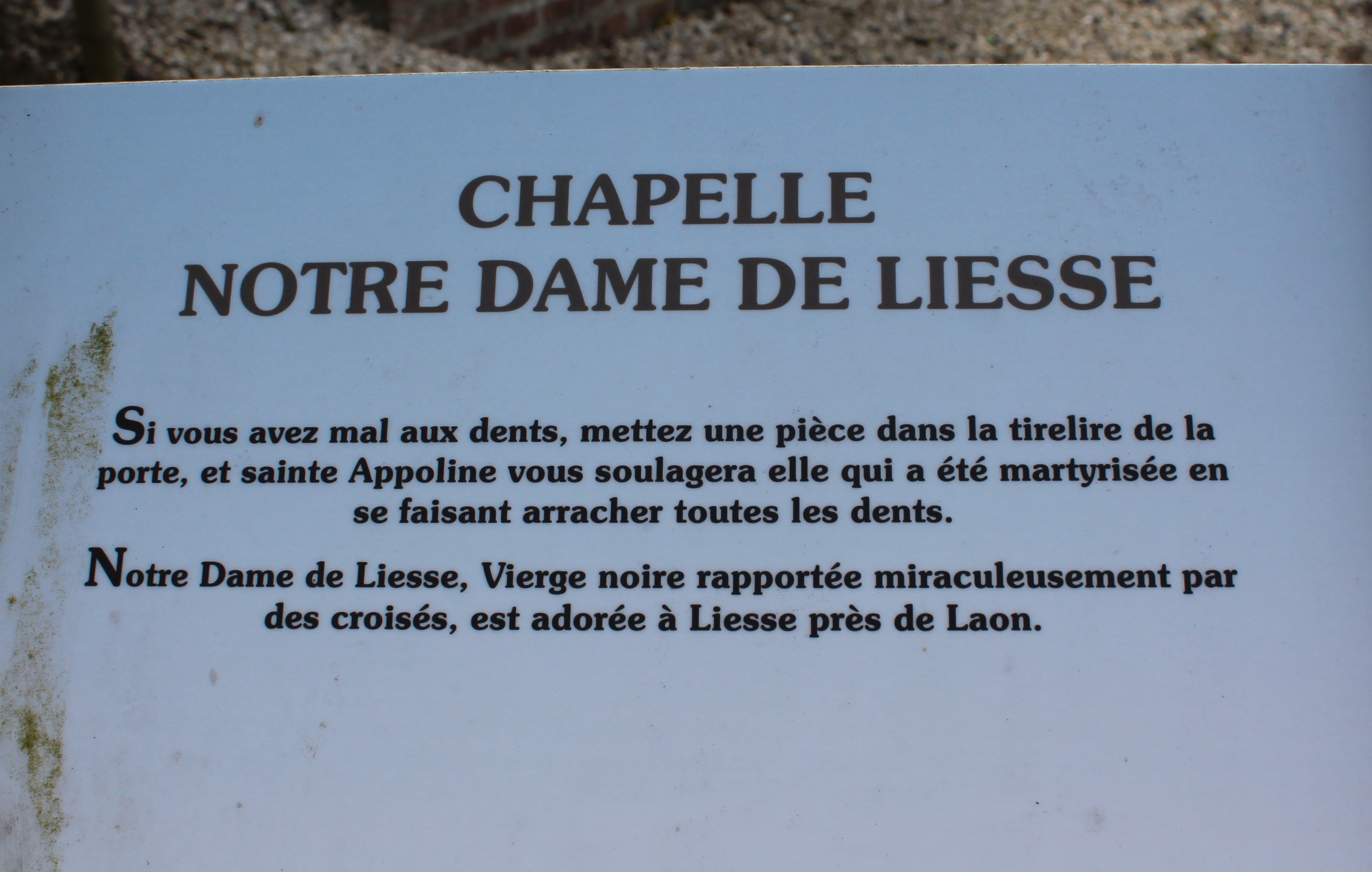
Panneau touristique.
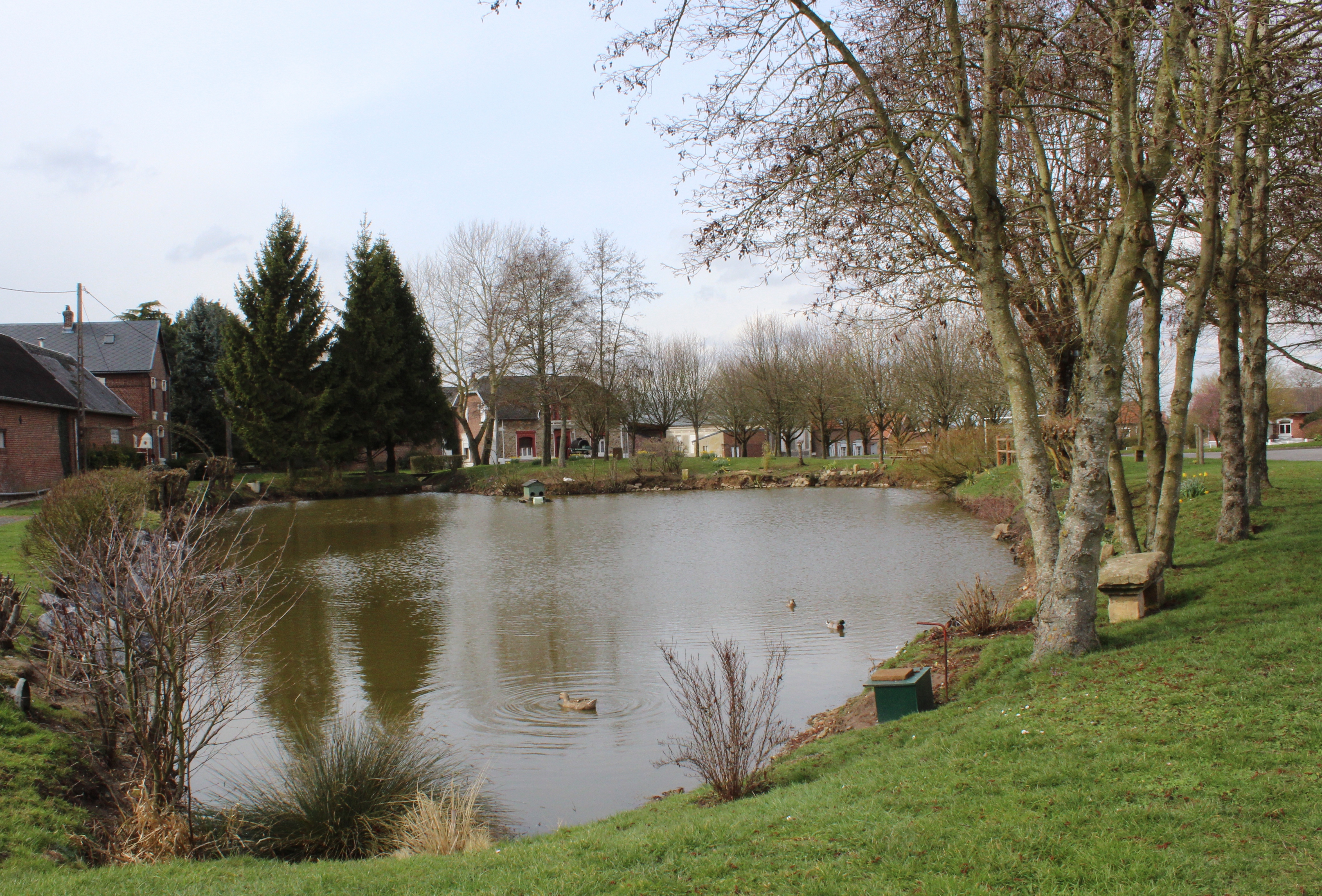
Vue de la mare.
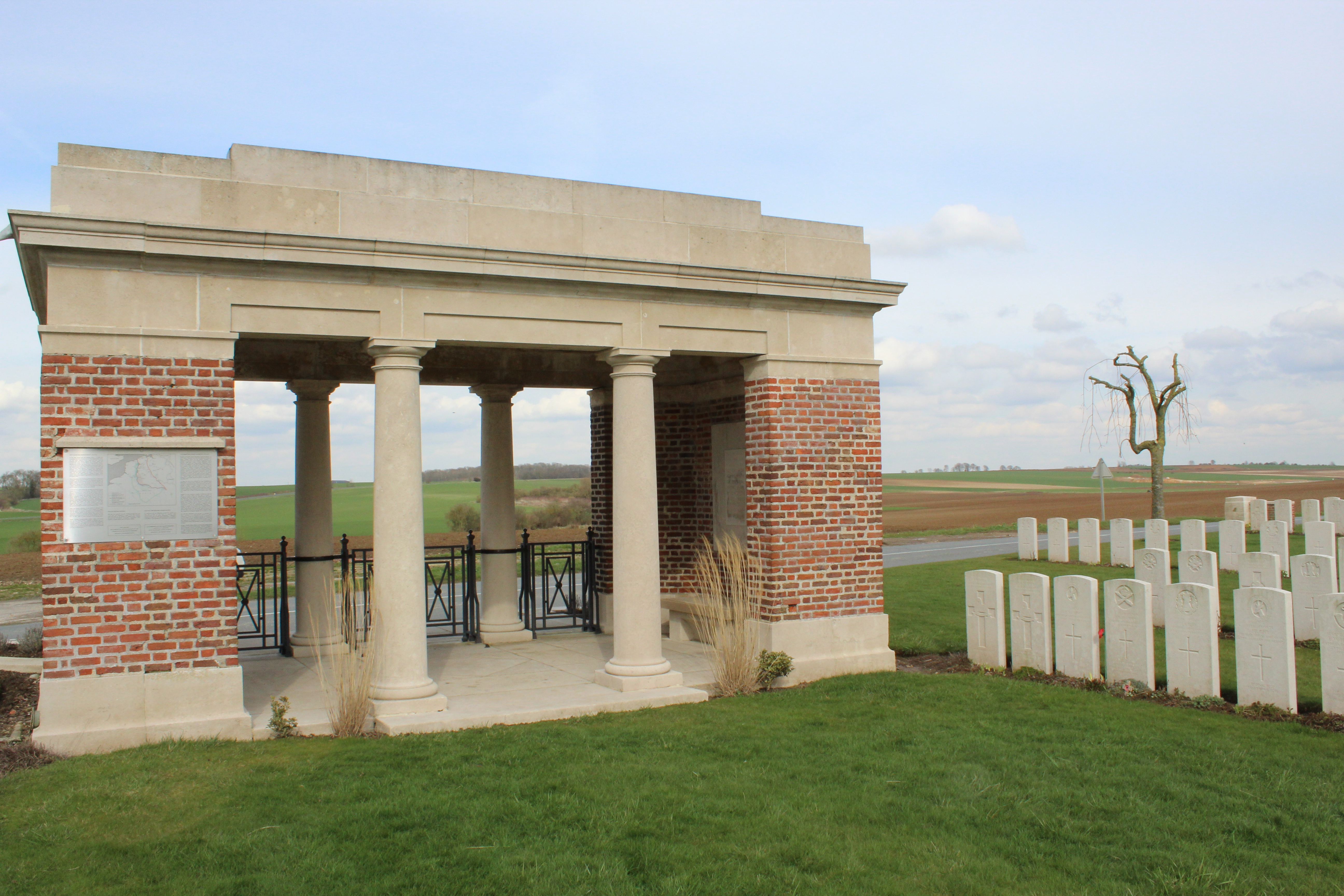
Le cimetière militaire.

### Personnalités liées à la commune
Le premier seigneur connu est Gauthier de Sorel, chevalier du Santerre. Il est cité en 1187 comme l'un des principaux chevaliers d'un tournoi donné par Raoul Ier, sire de Coucy.
En 1214, Gauthier de Sorel tenait du roi sa maison, la forteresse et une partie du village plus une partie de Fins, village voisin. Il est rappelé dans une charte du roi Philippe Auguste en faveur de l'abbaye du mont Saint-Quentin.
Son fils nommé aussi Gauthier, figure avec distinction dans le célèbre tournoi de Hem, où, dit le trouvère sarrasin, monté sur un beau destrier (cheval) noir il jouta contre Piéron de Bailleul. Gérard de Sorel son frère parut également à ce tournoi.
Les Sorel sont nommés avec les d'Hangest, les Clari, au nombre des chevaliers bannerets (portant bannière et conduisant une troupe de chevaliers) et avaient pour armes : de gueules, à deux léopards d'argent passant, couronnés, lampassés et armés d'or. Le cri de guerre est Normandie.
En 1301 sont rappelés Hues de Sorel, pour un fief à Heudincourt ; et Jean de Sorel homme lige de l'évêché d'Amiens.
En 1414, Pierre de Sorel reçoit le château et la terre de Rémy-en-Beauvaisis. En 1421, Regnault est exécuteur testamentaire de Jean II d'Angest. Il devient, d'après Le Vasseur, l'époux d'Agnès Sorel future favorite de Charles VII et mourut en 1441 ; dans son blason il avait ajouté un orle d'or.

### Héraldique
| Blason de Sorel | Blason  | De gueules à deux léopards d'argent, armés, lampassé et couronnés d'or, l'un au-dessus de l'autre. Ornements extérieursCroix de guerre 1914-1918 |
| Blason de Sorel | Détails | Armes de la famille de Sorel. Le statut officiel du blason reste à déterminer.                                                                   |